# Гумбольдт (повітряна куля)
Гумбольдт (нім. Humboldt; 1893, Німеччина) — повітряна куля спроектована й збудована Гансом Гроссом для німецької Асоціації розвитку аеронавтики. В 1893 році на ній було здійснено шість наукових польотів в рамках «Берлінських наукових експедицій на повітряних кулях». 26 квітня 1893 року, під час свого останнього польоту, була знищена в результаті вибуху водню в оболонці.

## Створення повітряної кулі
В 1881 році в Берліні засновано Асоціацію розвитку аеронавтики. 2 червня 1888 року Вільгельм фон Бецольд, завідувач кафедри метеорології в Університеті Фрідріха Вільгельма, виступив з промовою на ювілейному 100-му засіданні асоціації і запропонував ідею використання повітряних куль для розвитку метеорологічних досліджень. Після засідання було утворено «Комітет з організації наукової аеронавтики», члени якого розпочали збір коштів на створення декількох власних повітряних куль для наукових польотів. Перші 50 тисяч марок на будівництво та експлуатацію повітряної кулі виділив з свого особистого фонду німецький імператор Вільгельм II.
В 1893 році асоціація виділила 12 тисяч марок на свою першу повітряну кулю, яку виготовила в Ганновері компанія «Continental». Дальше, над її вдосконаленням і підготовкою до наукових польотів працював лейтенант Ганс Гросс. Сферична повітряна куля, яку було названо в честь знаменитих братів Вільгельма та Александра фон Гумбольдт, мала об'єм 2514 м³ і діаметр 16,8 метрів. Її оболонка була виготовлена з прогумованої бавовняної тканини, а вага разом з обладнанням досягала 350 кг. Наприкінці зими 1893 року повітряна куля була готова до польотів.

## Наукові польоти «Гумбольдта»

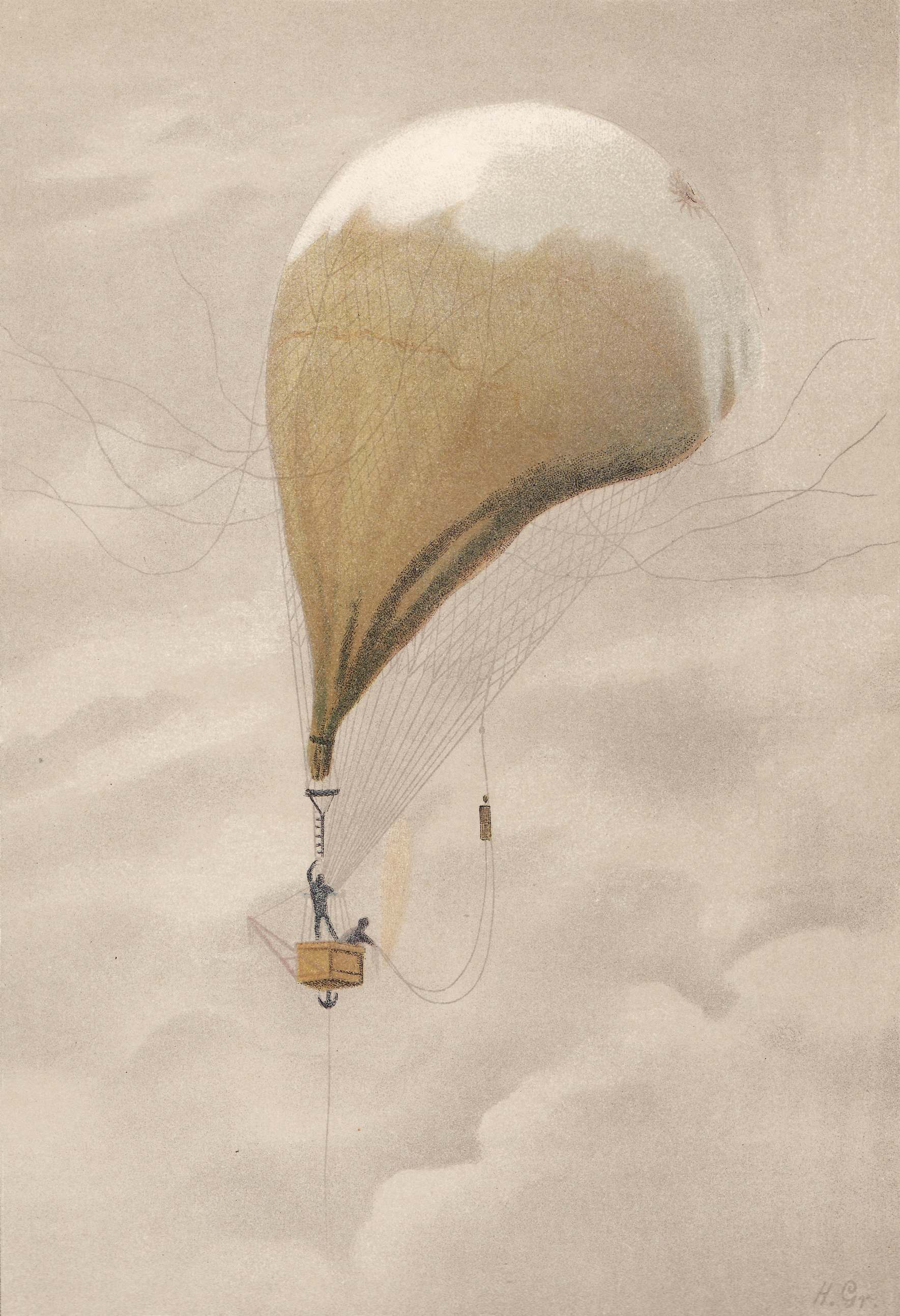
Падіння повітряної кулі «Гумбольдт» у снігову хмару на висоті 3000 метрів (14 березня 1893 року).

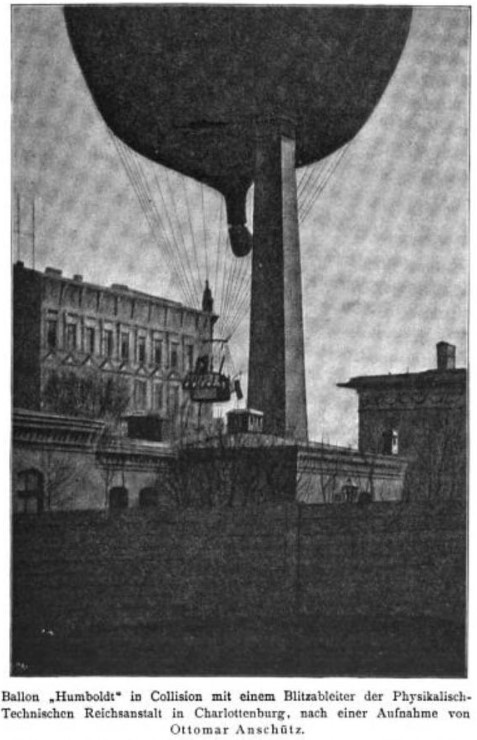
Аварійний старт «Гумбольдта» біля Потсдамської метеорологічної обсерваторії, 28 березня 1893 року (фотограф: Ottomar Anschütz)

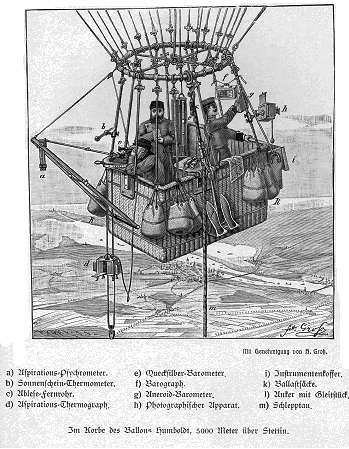
Наукові досліди під час польоту повітряної кулі «Гумбольдт» (малюнок лейтенанта Гросса)

Перший політ «Гумбольдта» відбувся 1 березня 1893 року. За його стартом в Берліні особисто спостерігав імператор Вільгельм II. Екіпаж повітряної кулі складався з трьох пілотів: лейтенанта Ганса Гросса і двох вчених метеорологів Віктора Кремсера та Ріхарда Асманна. Політ пройшов успішно, «Гумбольдт» тримався в повітрі більше шести годин, а вчені здійснили всі заплановані метеорологічні дослідження і навіть зробили декілька фотознімків хмар над якими пролітала куля. Приземлення «Гумбольдта» біля селища Осово (Wussow) було проблемним. Куля приземлилась плавно і не сильно, проте майже відразу кошик перекинувся і Ріхард Асманн випадково зламав собі ліву ногу..
Другий політ «Гумбольдта» був запланований на 10 березня, проте через погану погоду його протягом трьох днів переносили. 14 березня 1793 року лейтенант Гросс і Артур Берсон все ж наважились на старт й підняли повітряну кулю в небо. Їхньою метою було досягнення максимально можливої висоти польоту. Одразу після старту, «Гумбольдт» залетів у дощові хмари. Оболонка кулі сильно намокла і протягом декількох годин аеронавти були змушені вичерпувати воду з корзини. Близько 2 години дня куля нарешті піднялась вище хмар і досягла висоти 5000 метрів. Як пізніше згадував лейтенант Гросс, у аеронавтів «з'явилися фізичні проблеми, серце почало сильно битися, а задишка заважала робити метеорологічні виміри». Проте політ тривав й «Гумбольдт» цього дня досяг максимальної висоти 6105 метрів. Після цього, повітряна куля розпочала дуже різкий спуск (близько 2,8 м/сек) на землю. На висоті близько 3000 метрів, Гросс і Берсон почули раптовий звук вибуху над головою і згодом побачили, що зламалась пружина, яка стримувала клапан для випуску газу й водню з оболонки кулі. «Гумбольдт» нахилився на бік, його оболонка втратила сферичну форму і він з величезною швидкістю (близько 5 м/сек) продовжив своє падіння на землю. Приземлення біля містечка Рогозьно було дуже важким, оболонка кулі через відкритий клапан втратила дві третини газу і після посадки, просто впала на голови пілотів. Гросс і Берсон уникнули серйозних травм і продовжували здійснювати нові польоти.
Третій політ «Гумбольдта» відбувся 28 березня 1893 року. Місцем старту було обрано площу біля Потсдамської астрофізичної обсерваторії, а за польотом спостерігала велика кількість глядачів й вчених, серед яких був Герман фон Гельмгольц. Компанію лейтенанту Гроссу і Артуру Берсону в цьому польоті склав доктор Зюрінг. Одразу після старту кулі о 9 годині 30 хвилин її підхопив раптовий і дуже сильний порив вітру й відкинув на одну з будівель машинного цеху. Оболонка кулі зачепилась за громовідвід на даху будівлі і в ній утворилась дірка довжиною в 3 дюйми. Цей момент, аварійного старту «Гумбольдта», зміг сфотографувати відомий німецький фотограф Оттомар Аншютц. Незважаючи на дірку в оболонці, повітряна куля змогла набрати висоту і Гросс, Берсон й Зюрінг вирішили продовжувати політ. В результаті, «Гумбольдт» пролетів 275 кілометрів, перетнув в польоті Ельбу і досяг максимальної висоти 3590 метрів. Берсон і Зюрінг змогли взяти зразки повітря на висоті 2000 і 3000 метрів, а Гросс зробив декілька знімків Берліна і його околиць з висоти польоту. Приземлення кулі відбувалось біля гірського селища Германсдорф, що розташоване на захід від містечка Аннаберг-Бухгольц. Наступного дня все містечко вшановувало подвиг вчених і згодом, там було випущено пам'ятну монету присвячену третьому польоту «Гумбольдта».
Четвертий політ «Гумбольдта» стартував 7 квітня 1893 року з площі біля газового заводу Schöneberger Gasanstalt на околицях Берліна. Крім лейтенанта Гросса і Артура Берсона до екіпажу повітряної кулі увійшов ще один метеоролог — доктор Кобке. За стартом «Гумбольдта» спостерігав герцог Альберт Альтенбурзький зі своєю сім'єю. Коли о 15:23 годині повітряна куля досягла висоти 4 400 метрів і пролітала над містом Альтенбург, лейтенант Гросс скинув місцевим жителям привітального листа від їхнього герцога Альберта. Після цього, «Гумбольдт» продовжив свій політ і скоро досяг максимальної висоти 5 200 метрів. Близько 18:00 години вечора повітряна куля спокійно приземлилась біля міста Кронах в Баварії, пролетівши більше 320 км за понад 8 годин.
П'ятий політ «Гумбольдта» планувалось також провести з заводу Schöneberger Gasanstalt. Проте, через сильні пориви вітру в околицях заводу, повітряну кулю перевезли в Charlottenburg де було організовано інше місце для старту. Політ відбувся 19 квітня 1893 року. Керував кулею лейтенант Гросс, а компанію йому склали Артур Берсон і німецький географ Отто Башин. Політ пройшов доволі спокійно, «Гумбольдт» пролетів близько 150 км за більш ніж 7 годин польоту і піднявся на максимальну висоту 4 565 метрів. Єдині труднощі виникли перед приземленням біля містечка Бад-Мускау. Повітряна куля зависла над лісом на висоті 300 метрів і, щоб не сідати на дерева, була змушена очікувати поривів вітру, який відніс кулю подальше від лісу.
Шостий політ «Гумбольдта» планувалось провести на світанку, щоб вперше здійснити ранкові виміри метеорологічних показників. Вночі з 25 на 26 квітня 1893 року повітряну кулю підготували до польоту і о 4:30 ранку вона була готова стартувати. Екіпаж «Гумбольдта» був такий же, як і під час його третього польоту: компанію лейтенанту Гроссу склали Артур Берсон і Райнхард Зюрінг. О 4:50 ранку, одночасно з появою перших сонячних променів, «Гумбольдт» стартував з площі біля заводу Schöneberger Gasanstalt. Піднявшись на висоту 1200 метрів повітряна куля зупинилась і завмерла абсолютно нерухомо. Для її подальшого підйому довелось використати третину наявного баласту. Максимальна висота польоту склала 4300 метрів, а «Гумбольдт» протримався в небі рекордні для себе 10 год. 59 хв., пролетівши близько 370 км. Приземлення біля селища Zesselwitz було дуже проблемним. Повітряну кулю протягнуло по полях цілих 5 км, перш ніж лейтенант Гросс скинув якір для посадки і він міцно зачепився за землю одразу біля монастиря в Генрикуві. Великий натовп місцевих селян зібрався біля монастиря, щоб поглянути на повітряну кулю. І саме в цей момент трапилась неочікувана катастрофа. Лейтенант Гросс намагався дістатись до клапана, щоб спустити залишки водню з оболонки кулі. Проте вогняні іскри, що утворились через статичний електричний розряд, запалили водень і стався раптовий вибух. Він вщент розірвав оболонку «Гумбольдта», куля спалахнула вогнем і за лічені хвилини згоріла. Декілька глядачів, які перебували найближче до кулі, отримали невеликі опіки, а один хлопець втратив пару зубів після невдалого падіння через ударну хвилю. Гросс відшкодував збитки постраждалим і допоміг вченим збирати дорогі метеорологічні прилади, які вдалось врятувати від вогню. Після цього, всі троє повернулись до Берліна, де взяли участь в комісії, яка заслухала звіт про катастрофу «Гумбольдта». Комісія постановила збудувати нову повітряну кулю для наукових польотів, але забезпечити її захистом від утворення вогняних іскор при приземлені. Незабаром, Асоціація розвитку аеронавтики і імператор Вільгельм II виділили нові кошти і на заміну «Гумбольдту» було створено повітряну кулю «Фенікс».
| Дата польоту | Час в повітрі (год: хв) | Довжина польоту (км) | Максимальна висота (м) | Пілоти                        | Місце посадки                                                |
| ------------ | ----------------------- | -------------------- | ---------------------- | ----------------------------- | ------------------------------------------------------------ |
| 1 березня    | 6:16                    | 202                  | 4355                   | Гросс, Ассман, Віктор Кремсер | селище Осово біля Новогард, Поморське воєводство             |
| 14 березня   | 3:47                    | 250                  | 6105                   | Гросс, Берсон                 | Рогозьно, Великопольське воєводство                          |
| 28 березня   | 9:02                    | 275                  | 3590                   | Гросс, Берсон, Зюрінг         | селище Германсдорф біля Аннаберг-Бухгольц                    |
| 7 квітня     | 8:34                    | 320                  | 5200                   | Гросс, Берсон, Кобке          | Кронах, Верхня Франконія                                     |
| 19 квітня    | 7:30                    | 150                  | 4565                   | Гросс, Берсон, Отто Башин     | Прешен біля Бад-Мускау, округ Дрезден                        |
| 26 квітня    | 10:59                   | 370                  | 4265                   | Гросс, Берсон, Зюрінг         | монастир в Генрикуві біля Зембиці, Нижньосілезьке воєводство |